# (3137) Horky
Pour les articles homonymes, voir Horky.
(3137) Horky est un astéroïde de la ceinture principale.

## Description
(3137) Horky est un astéroïde de la ceinture principale. Il fut découvert le 16 septembre 1982 à l'Observatoire Kleť par Antonín Mrkos. Il présente une orbite caractérisée par un demi-grand axe de 2,40 UA, une excentricité de 0,19 et une inclinaison de 2,5° par rapport à l'écliptique.

## Compléments